# 密腺小连翘
密腺小连翘（学名：Hypericum seniawinii），为藤黄科金丝桃属下的一个植物种。